# Castianeira memnonia
Castianeira memnonia är en spindelart som först beskrevs av Carl Ludwig Koch 1841.  Castianeira memnonia ingår i släktet Castianeira och familjen flinkspindlar.
Artens utbredningsområde är Panama. Inga underarter finns listade.